# Sergio Reina
Sergio Reina, né le 26 janvier 1985 à Cali, est un footballeur colombien. Il occupe actuellement le poste de défenseur au Patriotas FC, club de première division colombienne.

## Biographie

### Parcours en Amérique du Sud
Sergio Reina commence sa carrière à l'América Cali en 2004. En 2005, il est proche de la coupe du monde des moins de vingt ans, mais n'est finalement pas retenu dans la liste définitive, l'entraîneur lui préférant notamment deux de ses coéquipiers de l'América Carlos Valdez et Cristián Zapata. Après deux saisons passées à Cali, sa ville natale, il rejoint les Pumas de Casanare, puis le Depor FC Jamundí. En 2006, il est prêté au CS Cartagines au Costa Rica. Après un passage au Patriotas Tunja, il signe à l'Inti Gas Deportes au Pérou. En une année, il dispute quarante-deux matches et marque quatre buts, et est même élu meilleur défenseur du championnat péruvien

### Départ en Europe
En janvier 2010, il rejoint le Zagłębie Lubin en Pologne pour cent cinq mille euros, son compatriote Manuel Arboleda n'ayant toujours pas été correctement remplacé depuis un an et demi. Le 28 février, il dispute son premier match en Ekstraklasa contre le Piast Gliwice. Dès lors, il est titularisé presque à chaque fois par son coach. Lors de la saison 2010-2011, il dispute vingt matches, puis continue sur cette base jusqu'en décembre 2011. Mais à partir du début d'année 2012, il ne joue plus qu'avec l'équipe réserve, avant de quitter le club presque un an plus tard.

### Retour au pays
En janvier 2013, il rejoint le Patriotas FC, club colombien.

## Palmarès
- Meilleur défenseur du championnat péruvien : 2010[2]